# Liste der Biografien/Tc
Liste der Biografien |
Portal Biografien |
Personensuche
# |
A |
B |
C |
D |
E |
F |
G |
H |
I |
J |
K |
L |
M |
N |
O |
P |
Q |
R |
S |
T |
U |
V |
W |
X |
Y |
Z |
?
 
Ta |
Tc |
Te |
Tf |
Tg |
Th |
Ti |
Tj |
Tk |
Tl |
Tm |
To |
Tq |
Tr |
Ts |
Tu |
Tv |
Tw |
Tx |
Ty |
Tz
Die Liste der Biografien führt alle Personen auf, die in der deutschsprachigen Wikipedia einen Artikel haben. Dieses ist eine Teilliste mit 92 Einträgen von Personen, deren Namen mit den Buchstaben „Tc“ beginnt.

## Tc

### Tca
- Tcaci, Zlata (1928–2006), sowjetisch-moldauische Komponistin
- Tcaciova, Iuliana, moldauische Sommerbiathletin

### Tch
- Tcha, Seung-jai (* 1960), südkoreanischer Filmproduzent
- Tchagnirou, Ouro-Nimini (* 1977), togoischer Fußballtorhüter
- Tchaikovsky, Adrian (* 1972), britischer SchriftstellerAdrian Tchaikovsky (* 1972)

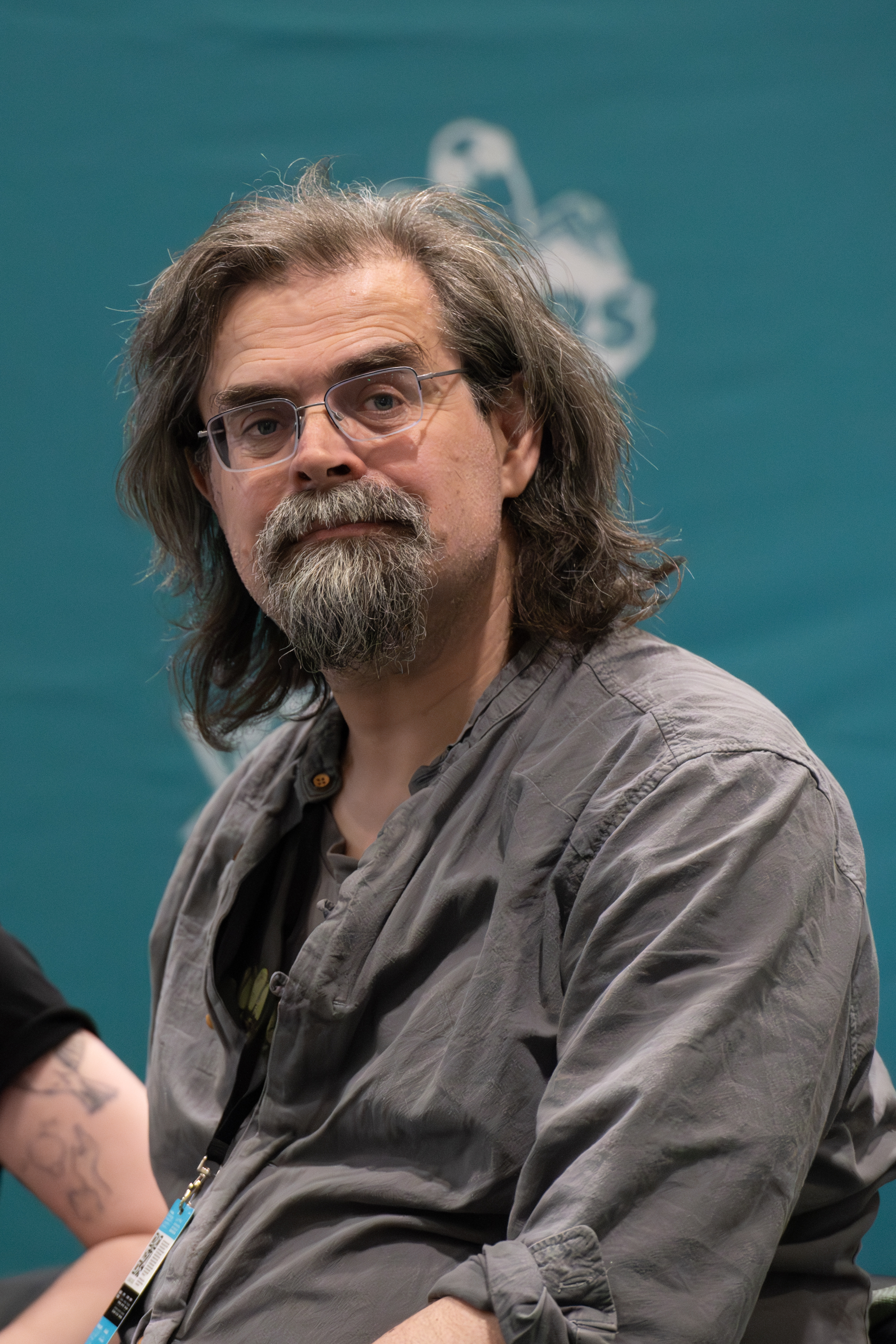
Adrian Tchaikovsky (* 1972)

- Tchaikovsky, Bram (* 1950), britischer Sänger und Gitarrist
- Tchaikowsky, André (1935–1982), polnischer Komponist und Pianist
- Tchakarian, Arsène (1916–2018), armenisch-französisches Résistance-Mitglied und Historiker
- Tchakarova, Doriana, bulgarische Pianistin
- Tchakarova, Velina (* 1979), bulgarisch-österreichische Politikwissenschaftlerin
- Tchakuschinow, Aslan Kitowitsch (* 1947), russischer Politiker, Präsident der Republik Adygeja
- Tchalim, Essohounamondom (* 1986), togolesischer Diskuswerfer
- Tchalla, Akotia (* 1981), togolesischer Leichtathlet
- Tchamadeu, Junior (* 2003), kamerunischer Fußballspieler
- Tchambaz, Nieddline (* 1961), algerischer Radrennfahrer
- Tchami (* 1985), französischer DJ und Produzent
- Tchami, Alphonse (* 1971), kamerunischer Fußballspieler
- Tchami, Hervé (* 1988), kamerunischer Fußballspieler
- Tchami, Joël (* 1982), kamerunischer Fußballspieler
- Tchamitchian, Claude (* 1960), französischer Jazzmusiker
- Tchamitchian, Philippe (* 1957), französischer Mathematiker
- Tchan Bi Chan, Émilien (* 1996), ivorischer Sprinter
- Tchané, Abdoulaye Bio (* 1952), beninischer Politiker
- Tchangaï, Massamasso (1978–2010), togoischer Fußballspieler
- Tchangodei (* 1957), beninischer Maler und Jazz-Pianist
- Tchantayan, Léonce (1908–1990), türkischer Geistlicher, Armenisch-katholischer Bischof von Ispahan
- Tchaptchet Defo, Lyndie (* 2005), kamerunisch-spanische Handballspielerin
- Tchaptchet Defo, Lysa (* 2001), kamerunisch-spanische Handballspielerin
- Tchatchouang, Diandra (* 1991), französische Basketballspielerin
- Tchato, Bill (* 1975), kamerunischer Fußballspieler
- Tchato, Enzo (* 2002), kamerunisch-französischer Fußballspieler
- Tchê Tchê (* 1992), brasilianischer Fußballspieler
- Tchebourkina, Marina (* 1965), französisch-russische Organistin und Musikwissenschaftlerin
- Tchecola, Marie Claire, guineische Krankenschwester und Aktivistin, die gegen die Stigmatisierung der Ebolaopfer kämpft
- Tchemberdji, Katia (* 1960), russische Komponistin und Pianistin
- Tchenkoua, Fabien (* 1992), kamerunisch-französischer Fußballspieler
- Tcherepanov, Sergej (* 1967), russischer Kirchenmusiker und Dozent
- Tcherepnin, Ivan (1943–1998), US-amerikanischer Komponist
- Tcherepnin, Serge (* 1941), US-amerikanischer Komponist
- Tcherikover, Victor (1894–1958), russisch-israelischer Altphilologe und Althistoriker
- Tcherikower, Elias (1881–1943), Historiker
- Tchérina, Ludmilla (1924–2004), französische Balletttänzerin und Filmschauspielerin
- Tchernev, Sofia (* 1967), bulgarische Schauspielerin
- Tcherneva, Pavlina (* 1974), US-amerikanische Wirtschaftswissenschaftlerin
- Tchernia, Pierre (1928–2016), französischer Regisseur, Drehbuchautor, Produzent, Moderator, Animateur und SchauspielerPierre Tchernia (1928–2016)

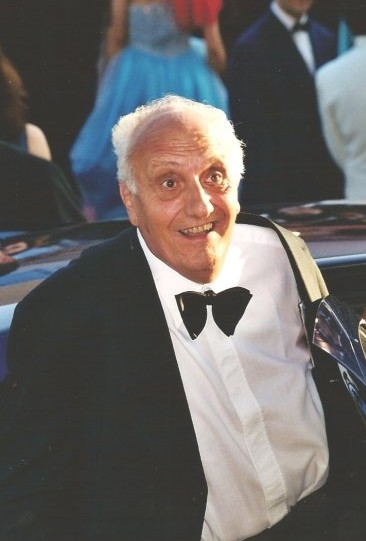
Pierre Tchernia (1928–2016)

- Tchernoff, Alexander (* 1942), niederländischer Politiker
- Tchernov, Eitan (1935–2002), israelischer Paläontologe, Archäologe und Paläoökologe
- Tchernyshev, Peter (* 1971), US-amerikanischer Eiskunstläufer
- Tcheuméo, Audrey (* 1990), französische Judoka
- Tcheutchoua, Jean-Pierre (* 1980), kamerunischer Fußballspieler
- Tchiana, Omar Hamidou (* 1970), nigrischer Politiker
- Tchiba, Martin (* 1982), deutsch-ungarischer Pianist
- Tchibara, Zaid (* 2006), togoischer Fußballspieler
- Tchibozo, Nathan (* 2002), französisch-togoischer Skirennläufer
- Tchicai, John (1936–2012), dänischer Jazzmusiker
- Tchicamboud, Jayson (* 2002), französischer Basketballspieler
- Tchicamboud, Queyrell (* 2005), französischer Fußballspieler
- Tchidimbo, Raymond-Maria (1920–2011), französisch-guineischer Ordensgeistlicher, Erzbischof von Conakry
- Tchigir, Alexander (* 1968), deutscher Wasserballspieler russischer Herkunft
- Tchiknavorian, Melvin (* 1997), französischer Freestyle-Skisportler
- Tchiknavorian, Terence (* 1992), französischer Freestyle-Skisportler
- Tchikoulaev, Viktor (* 1964), ukrainisch-portugiesischer Handballspieler und -trainer
- Tchilinghiryan, Carl (1910–1987), deutscher Kaufmann und Unternehmer
- Tchimbembé, Warren (* 1998), französisch-kongolesischer Fußballspieler
- Tchingoma, Guy (1986–2008), gabunischer Fußballspieler
- Tchipev, Zvetomir (* 1977), bulgarischer Fußballspieler
- Tchité, Mohammed (* 1984), burundischer Fußballspieler, auch ruandischer, belgischer und kongolesischer (DR Kongo) Staatsbürger
- Tchmil, Andreï (* 1963), belgischer Radrennfahrer
- Tchoban, Sergei (* 1962), russisch-deutscher ArchitektSergei Tchoban (* 1962)

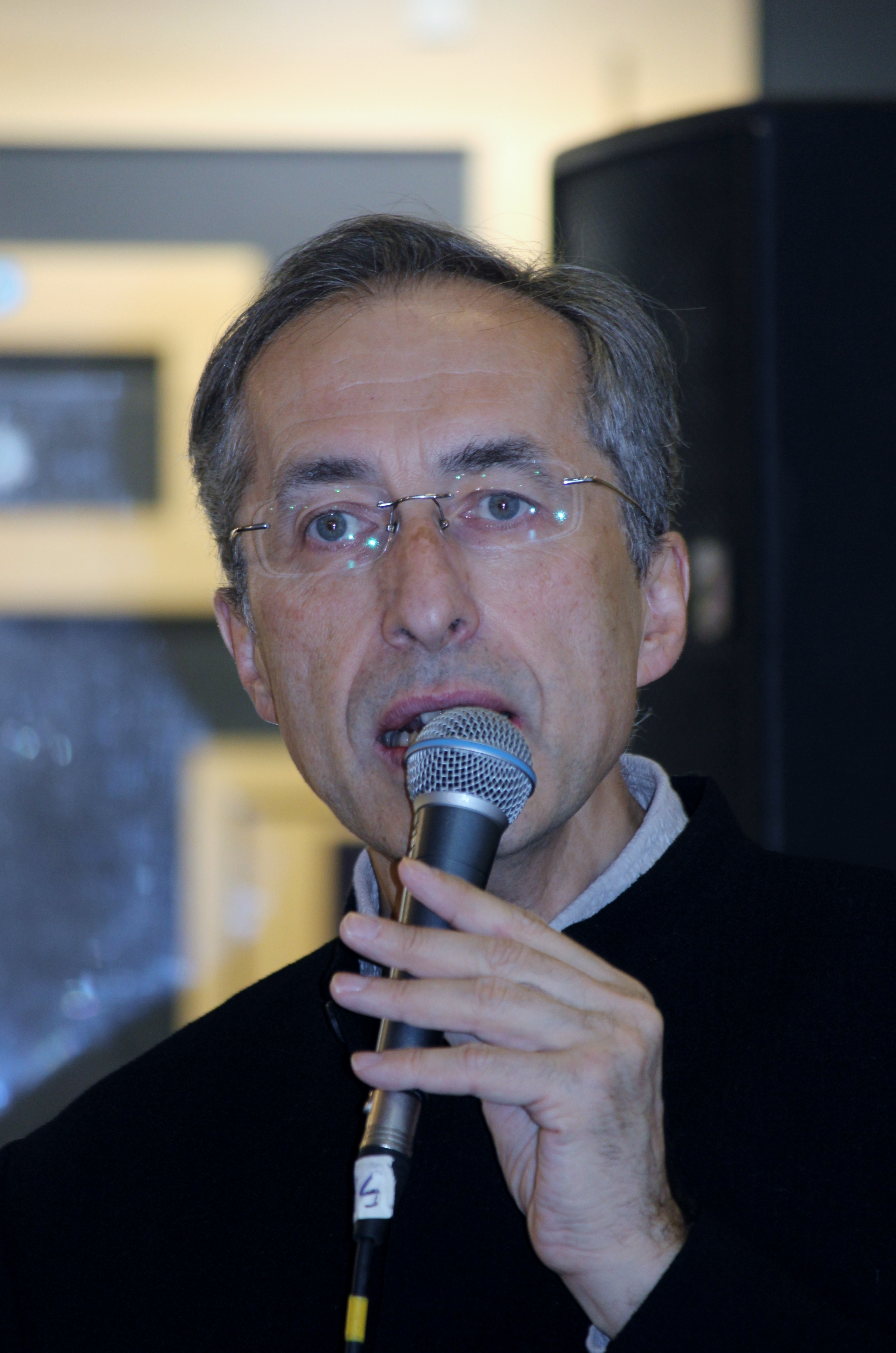
Sergei Tchoban (* 1962)

- Tchobang, Simon (1951–2007), kamerunischer Fußballtorhüter
- Tcholakian, Johannes (1919–2016), türkischer Geistlicher, Erzbischof der Erzeparchie Istanbul der armenisch-katholischen Kirche
- Tchomfa, Raymond Nkwemy (* 1995), kamerunischer Weitspringer
- Tchomogo, Séïdath (* 1985), beninischer Fußballspieler
- Tchong, Vicky, osttimoresische Diplomatin
- Tchort (* 1974), norwegischer Metal-Bassist und -Gitarrist
- Tchortov, George (* 1980), kanadischer Schauspieler, Stuntman und Synchronsprecher
- Tchórz, Alicja (* 1992), polnische Rückenschwimmerin
- Tchórzewski, Jerzy (1928–1999), polnischer Maler, Grafiker und Kunstpädagoge
- Tchórzewski, Krzysztof (* 1950), polnischer Ingenieur und Politiker (PC, AWS, PiS)
- Tchou, Mario (1924–1961), taiwanischer Ingenieur und Informatiker
- Tchouaméni, Aurélien (* 2000), französischer FußballspielerAurélien Tchouaméni (* 2000)

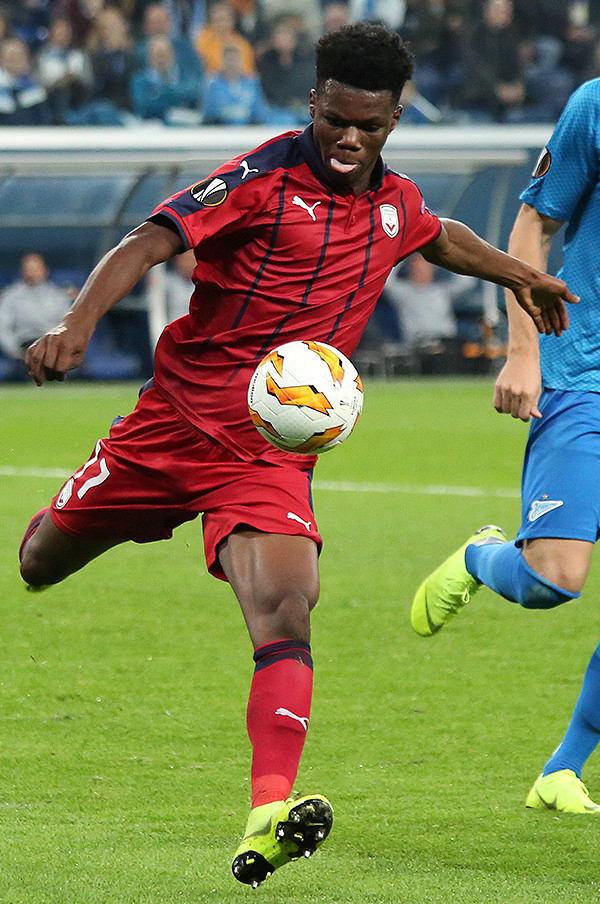
Aurélien Tchouaméni (* 2000)

- Tchouanga, Pierre Augustin (1928–1999), kamerunischer Priester, Bischof von Doumé-Abong’ Mbang
- Tchoubar, Bianca (1910–1990), ukrainischstämmige französische Chemikerin (theoretische Organische Chemie)
- Tchouga, Jean-Michel (* 1978), kamerunischer Fußballspieler
- Tchoullouyan, Bernard (1953–2019), französischer Judoka
- Tchoumitcheva, Xenia (* 1987), Schweizer Fotomodell
- Tchoungui, Simon Pierre (1916–1997), kamerunischer Politiker, Premierminister von Ost-Kamerun
- Tchoutouo, Nono (1854–1957), König
- Tchoyi, Somen (* 1983), kamerunischer Fußballspieler
- Tchuimeni-Nimely, Alex (* 1991), englisch-liberianischer Fußballspieler
- Tchuinté, Agnès (1959–1990), kamerunische Speerwerferin

### Tcq
- Tçqayev, Zəlim (* 1999), aserbaidschanischer Judoka